# Bačka, Slovacia
Bačka este o comună slovacă, aflată în districtul Trebišov din regiunea Košice. Localitatea se află la altitudinea de 101 m deasupra n.m., se întinde pe o suprafață de 9,58 km2 și în 2017 număra 629 de locuitori. Se învecinează cu comuna Boťany.

## Istoric
Localitatea Bačka este atestată documentar din 1214.

## Demografie
| An:                | 1994 | 2004    | 2014  | 2024    |
| ------------------ | ---- | ------- | ----- | ------- |
| Număr de persoane: | 545  | 600     | 651   | 576     |
| Diferență:         |      | +10,09% | +8,5% | −11,52% |

| An:                | 2023 | 2024   |
| ------------------ | ---- | ------ |
| Număr de persoane: | 581  | 576    |
| Diferență:         |      | −0,86% |